# Fan Yunjie
Fan Yunjie (Zhengzhou, 29 de abril de 1972) é uma ex-futebolista chinesa, atuava como defensora, medalhista olímpica.

## Carreira
Xiao Zhen integrou o elenco da Seleção Chinesa de Futebol Feminino, nas Olimpíadas de 1996, 2000 e 2004. 